# Lyskjaersee
Der Lyskjaersee (auch Iskjörsee, Lyskkärsee) ist ein zwischen den Gemeinden Oersberg und Scheggerott in Angeln im Kreis Schleswig-Flensburg im nordöstlichen Schleswig-Holstein (Südschleswig) gelegener  See auf einer Höhe von 28 m und mit einer Fläche von 3,5 ha. Der bis zu 3 m tiefe, buchtige See ist nach Torfgrabungen im Lyskjaer bei Toestrup entstanden. Im Jahr 1910 schlossen sich Anlieger in einem Fischereiverein zusammen, um das Gewässer gemeinsam zur Fischwirtschaft zu nutzen. Seit 1963 ist der Torfsee Pachtgewässer eines Angelsportvereins in Kappeln. Bei dem Gewässer handelt es sich um ein Stillgewässer ohne Zu- und Ablauf. Der See ist von Feuchtgebieten und landwirtschaftlichen Flächen umgeben.